# Castillo de Javier

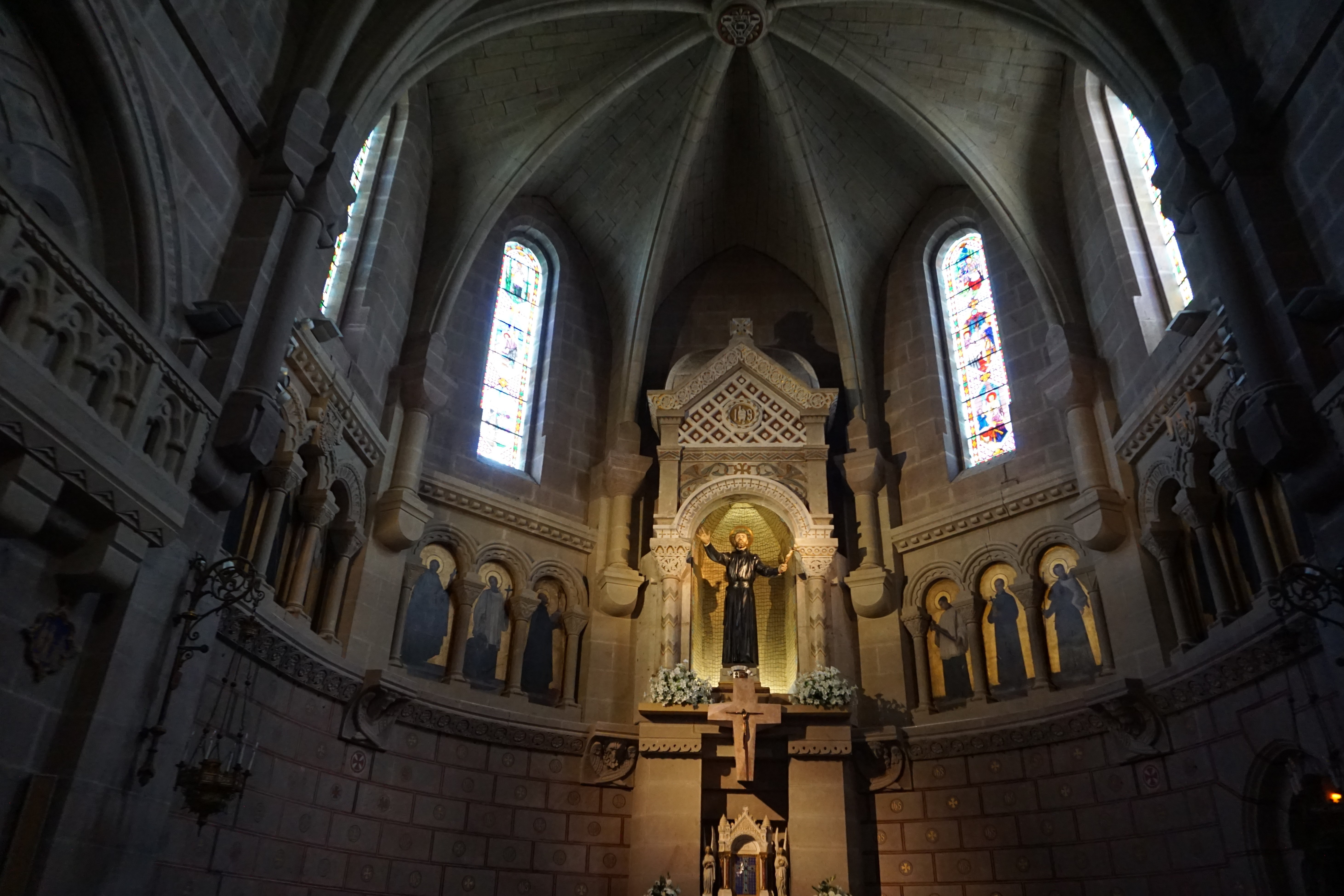
Innenraum der Basilika des Heiligen Franz Xaver

Das Castillo de Javier (Burg von Javier) ist eine Burg mit angeschlossener Basilika in dem Dorf Javier. Sie ist der Geburtsort des Heiligen Francisco de Xavier (auch Francisco de Javier, dt.: Franz Xaver).

## Geografische Lage

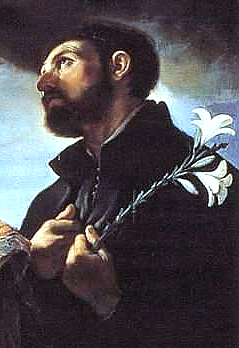
Francisco de Xavier von Giovanni Francesco Barbieri, 1626

Burg und Dorf liegen etwa 45 Kilometer südöstlich von Pamplona entfernt in der spanischen autonomen Region Navarra. Die Burg befindet sich in knapp 500 m Höhe über dem Tal des Flusses Aragón am Fuße der Pyrenäen.

## Geschichte
Die Ursprünge der Burg gehen bis in das 10. Jahrhundert zurück. Damals wurde hier ein Bergfried errichtet, der später mit einer Mauer umgeben wurde. Dieser ist heute noch Kern der Anlage. Im 13. und 14. Jahrhundert wurde sie im gotischen Stil umgestaltet. Bemerkenswert ist die kleine Burgkapelle im westlichen Burgturm, ausgestattet mit einer gotischen Christusfigur am Kreuz. Die Kapelle ist mit einem Totentanz ausgemalt, was in Spanien einzigartig ist.
Die Burg war Sitz verschiedener Adelsgeschlechter wie der Artiedas, der Jaso-Azpilicuetas und der Aznárez. Hier wurde am 7. April 1506 der später heiliggesprochene Francisco de Xavier geboren, der die jesuitische Mission in Ostasien einleitete. Seine Mutter war eine geborene Azpilicueta. Nach der Übernahme Navarras durch Kastilien im 16. Jahrhundert musste die Familie auf Weisung des Königs die Verteidigungsanlagen der Burg niederlegen. Er misstraute dem Adel des gerade erst neu gewonnenen Navarra. Die Burg diente dann bis ins 19. Jahrhundert nur noch zum Wohnen. Am Ende des 19. Jahrhunderts war die Anlage dann allerdings eine Ruine.

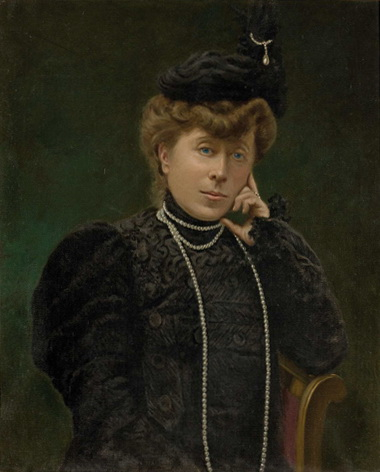
María del Carmen Azlor de Aragón e Idiáquez, Herzogin von Villahermosa

Sie befand sich damals im Eigentum von María del Carmen Azlor de Aragón e Idiáquez, Herzogin von Villahermosa, und ihres Mannes José Manuel de Goyeneche y Gamio, Graf von Guaqui. Sie begannen die Burg romantisierend zu renovieren. Das konnte auch fortgesetzt werden, als der Graf 1893 plötzlich starb. 
Seitlich der Burg entstand eine Kirche in neugotischem Stil, die im Juni 1901 geweiht und bereits ein halbes Jahr später im Dezember zur Basilica minor erhoben wurde. Für ihren Bau wurde der Palacio Nuevo aus der Renaissance abgerissen und anschließend rekonstruiert. So zeigt sich die Burg heute mit Zinnenkranz besetzten gotischen Türmen und Mauern, die sie wie eine Spielzeugburg wirken lassen. Nach Abschluss der Arbeiten schenkte die Herzogin zu Beginn des 20. Jahrhunderts der Gesellschaft Jesu Burg und Kirche unter der Bedingung, dass sie so erhalten bleibt, wie sie übergeben wurde. In der Krypta der Basilika wurden diejenigen, die zum Wiederaufbau der Burg und zum Bau der Basilika beigetragen haben, bestattet, unter anderem auch die Herzogin. Nach einer aufwendigen Restaurierung wurde die Burg 1986 zum Museum. Als Geburtsort von Francisco de Xavier ist sie auch eine Wallfahrtsstätte. Eigentümer ist weiterhin der Jesuitenorden.

## Wissenswert
Die Burg ist ein Kulturdenkmal (Bien de Interés Cultural) aufgrund des spanischen Denkmalrechts. Sie wird im Denkmalverzeichnis unter der Nummer RI-51-0008672 geführt.
Seit langem ist die Burg von Javier Ziel zahlreicher Wallfahrten, Anfang März zu Ehren des Schutzheiligen von Navarra, im Volksmund Javierada genannt.